# Heiko Fipper
Pour les articles homonymes, voir Heiko.
Heiko Fipper est un réalisateur de films gore amateurs allemands. Il est connu pour avoir réalisé le film Ostermontag, l'un des films les plus insoutenables jamais réalisé.
Touche à tout, Heiko est à la fois réalisateur, scénariste, à la distribution, à la musique, aux effets spéciaux (avec son frère), et acteur dans ses films.
Dans le film Ostermontag, il joue un personnage portant le même nom que lui, Heiko Fipper.

## Filmographie
- 1991 : Ostermontag
- 1999 : Das Komabrutale Duell